# Rolf Nordgren
Rolf Harry Nordgren, född 8 augusti 1946 i Gävle, är en svensk före detta backhoppare som representerade Bollnäs GoIF.

## Karriär
Rolf Nordgren deltog i Tysk-österrikiska backhopparveckan från 1970 till 1976 - bästa placering var 38:e platsen sammanlagd i säsongen 1973/1974. Bästa placering i en deltävling i backhopparveckan var i Garmisch-Partenkirchen 1 januari 1974 då han blev nummer 13.
I Olympiska vinterspelen 1972 i Sapporo tog han 11:e plats i båda normalbacken och stora backen. I världsmästerskapen i Falun 1974 tog han 13:e plats i normalbacken och 19: plats i stora backen. Han blev nummer 48 i VM i skidflygning i Oberstdorf 1973.
Nordgren blev svensk mästare i backhoppning fyra gånger, i normalbacken 1972, 1973 (det tävlades bara i en backe till och med 1973) och 1974, och i stora backen 1975. Han blev nummer 3 i Svenska skidspelen 1971 i Falun.